# Институт чеченского языка
Институт чеченского языка был основан в Грозном в 1971 году. Первоначально он был Чечено-Ингушским филиалом научно-исследовательского института национальных школ министерства просвещения РСФСР. Впоследствии институт много раз менял название (Чечено-Ингушский институт проблем образования; Чеченский институт проблем образования; Чеченский институт развития образования; Чеченский институт развития чеченского языка и истории). Нынешнее название институт обрёл в 2020 году по решению правительства Чечни.

## Задачи института
- научно-методическое обеспечение преподавания чеченского языка и литературы, а также предметов национально-регионального компонента в системе образования ЧР.
- осуществление образовательной деятельности по программам дополнительного профессионального образования;
- разработка материалов к ОГЭ и ЕГЭ по родному языку и литературе;
- издание и распространение печатной продукции по результатам научной деятельности Института;
- исследование социальных и практических аспектов расширения сферы функционирования родного языка в системе образования ЧР;
- реализация программ повышения квалификации учителей чеченского языка и литературы;
- изучение, обобщение и распространение передового опыта учителей родного языка и литературы, разработка учебных программ, учебно-методической литературы, наглядных пособий.

## Руководство
В ноябре 2022 года директором института был назначен Муса Овхадов, который сменил на этом посту Хамзата Умхаева.